# パウル＝エーリク・ルモ
パウル・エーリク・ルモ（エストニア語: Paul-Eerik Rummo、1942年1月19日 - ）は、エストニアの作家、詩人、政治家。
タリンに生まれた。父は同じく作家のパウル・ルモ。タルトゥ大学で文学を修め、タリンのDraamateaterとVanemuineという劇場で働き、フリーの詩人として主に抒情詩を英語やロシア語に翻訳している。
改革党に所属し、長年国会議員を務めている。以前は文化・教育相を務め、2003年4月から2007年4月にかけては人口大臣を務めた。
1966年にユハン・リーヴを記念した抒情詩賞を、2005年には国立財団、Kultuurkapitalの文学賞をそれぞれ受賞した。
女優で作家のヴィーウ・ハルム（1944年生）と結婚し、四子をもうけている。

## 著作
- Ankruhiivaja（1962年）
- Tule ikka mu rõõmude juurde（1964年）
- Lumevalgus...lumepimedus（1966年）
- Luulet 1960–1967（1968年、詩集）
- Tuhkatriinumäng（1969年、演劇）
- Saatja aadress（1972年、自費出版）
- Lugemik-lugemiki（1974年、児童書）
- Kokku kolm juttu（1974年、児童書）
- Kass! Kass! Kass!（1981年、演劇）
- Ajapinde ajab（1985年）
- Oo et sädemeid kiljuks mu hing（1985年）
- Kõrgemad kõrvad（1985年）
- Saatja aadress ja teised luuletused 1968–1972（1989年）
- Luuletused（1999年）
- Kohvikumuusikat（2001年）
- Vannituba（2004年）
- Kogutud luule（2005年）